# Provinz Colón
Colón ist eine Provinz in Panamá mit der gleichnamigen Hauptstadt Colón. Im Jahr 2023 hatte sie 281.956 Einwohner auf einer Fläche von 4605 km².
Die Provinz liegt an der Karibikküste und ist durch den Panama-Kanal geteilt. Geprägt wurde die Region von jeher durch den Isthmus von Panama, der schmalsten Landenge des amerikanischen Kontinents. Wirtschaftliches Zentrum ist die Freihandelszone in Colón.
Gegründet wurde die Provinz Colón im Jahr 1855. Der Name Colón ist zurückzuführen auf den spanischen Namen für Christoph Kolumbus (Cristóbal Colón).
Die Provinz Colón ist ihrerseits wiederum in sechs Bezirke (distritos) unterteilt:
- Chagres
- Colón
- Donoso
- Portobelo
- Santa Isabel
- Omar Torrijos Herrera